# Oxyuranus scutellatus
Rắn taipan duyên hải (Oxyuranus scutellatus) là một loài rắn trong họ Rắn hổ. Loài này được Peters mô tả khoa học đầu tiên năm 1867.

## Hình ảnh

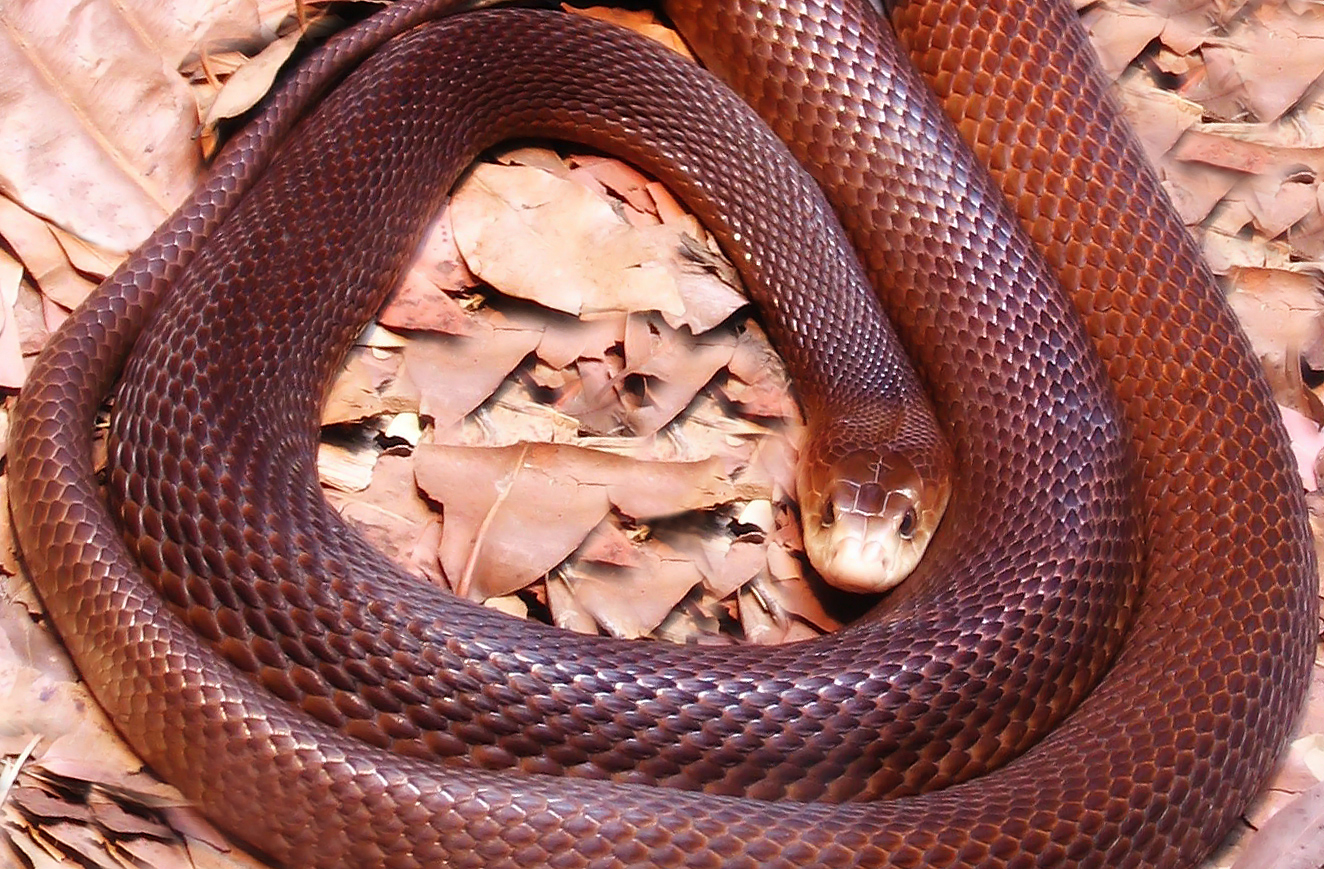
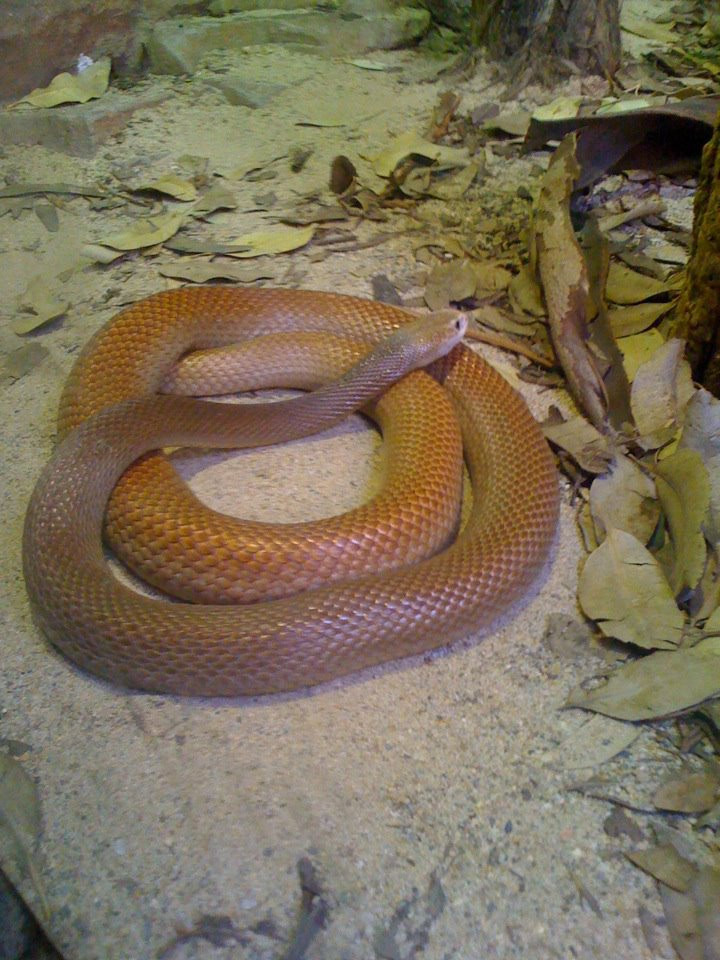